# Francis Mardell
Francis Mardell pseudonym Georges de Lys (13. března 1843 Lille – srpen 1898) byl francouzský soudce a spisovatel.
(Pseudonym Georges de Lys používal též francouzský důstojník a spisovatel Georges Fontaine de Bonnerive [1855]).

## Životopis
Narodil se 13. března v Lille, kde se v dospělosti stal soudcem.
Byl oblíbeným literárním autorem drobných i větších skladeb výrazně realistické noty, ale příliš senzačně vyhrocovaných se snahou po jisté dobrodružnosti. Nebylo snad jediného senzačního případu, který by literárně nezpracoval. Jistá teatrální manýra se nedala zapřít v jeho napínavých dobrodružstvích, vybraných z nejrůznějších společenských vrstev, v novelách a povídkách, které se svými náměty přibližovaly drobné próze Zolově, avšak nedosahovaly mohutnosti Zolova podání.
Francis Mardell zemřel na mrtvici[nepřesný odkaz] na výletě poblíž Lille v srpnu 1898.

## Dílo
- Raymond Meyreuil – Paris: Giraud, 1886
- Les Mecredis
- Le Jardin de Justice
- Au Bord de la Vie

### V češtině
- Na železničních kolejích – úvod František Sekanina, in: 1000 nejkrásnějších novel... č. 87; přeložil Pavel Projsa. Praha: J. R. Vilímek, 1915